# Distrito de Tauca
El distrito de Tauca es uno de los once que conforman la provincia de Pallasca, ubicada en el departamento de Ancash,  bajo la administración del Gobierno regional de Ancash en el Perú.  Limita por el norte con los distritos de Bolognesi y Cabana, por el este con la provincia de Corongo, por el sur con el distrito de Llapo y el Distrito de Santa Rosa, y por el oeste con el departamento de La Libertad.

## Toponimia
Provendría de un verbo del quechua de Áncash,  tawqay = entreverar, mezclar y de aquí el sustantivo tawqa = mezcla. Tawqay > tawqa > tauca.

## Historia
El pueblo de Tauca tiene profundas raíces ancestrales desde la Cultura Chavín. Referente a los asentamientos culturales establecidos en las riberas del Río Tablachaca, según estudios arqueológicos, fueron agrupaciones culturales que emigraron por el Río Santa y continuaron por el río Tablachaca, desplazándose hacia el Norte, cabe destacar y resaltar las ruinas de Galgada que consisten en un conjuntos habitacional de grandes magnitudes que corresponden a un Palacio Señorial dada a sus notables características arquitectónicas y al estilo de sus tumbas, corresponden a la cultura Precerámica, como promedio a dos mil años antes de Cristo.
A comienzos del siglo XV el Inca Pachacútec, extendió sus dominios territoriales, los pueblos de los Conchucos Bajo (los pueblos del Tablachaca) continuaron con sus costumbres ancestrales. En 1533 los conquistadores españoles, en su tránsito desde el Cajamarca hasta Pachacámac, cruzaron la Región de Conchucos; pasando por Pallasca, Corongo y por la Región de los Huaylas. En 1542, Cristóbal Ponce de León, recorre todo el Río Marañón y la Región de Conchucos en su condición de Representante Adscripto de Cristóbal Vaca de Castro. Pasa por Corongo, el Distrito de Llapo, Tauca y otras zonas de la Provincia de Pallasca tomando contactos con Curacas y Ayllus.
De 1556 a 1560 el Presbítero Pedro de Ulloa, sacerdote de la Orden de los Dominicos, construyó el primer templo cristiano del pueblo con el nombre de Parroquia de Santo Domingo de Guzmán.
En 1575, una misión política, militar y eclesiástica, siendo Virrey del Perú don Francisco de Toledo – Conde de Oropesa, en su recorrido por los Corregimientos de Huaylas y Conchucos, se fundaron los pueblos de San Pedro de Corongo, San Marcos de Llapo y de Santo Domingo de Tauca. Al fundarse Tauca como pueblo, se creó el Ayuntamiento, con un Alcalde y dos Concejales, que fueran los encargados de administrar el gobierno del pueblo y cobrar los impuestos. Al comienzo fueron elegidos y nombrados por consenso, pero después se negociaba con los cargos; también se contaba con un Gobernador, que representaba al Virrey del Perú y se nombraba además al Cacique, cuya función principal y fundamental fue defender y amparar a los indios. Según archivos y documentos históricos los cuales corresponden al año 1735, sobre “Transferencia de Bienes”, los valores que se pagaban en pesos de oro y reales; que se especifica que la tercera parte correspondía y pertenecía a la Corona y que estaba refrendada por el gobernador y Cacique, el noble caballero don Esteban Chuquihuara (descendiente de doña Catalina de Mori). Esto nos indica claramente, que los Caciques también representaban a la monarquía Española.
Ya durante la república, en 1825, gracias a sus aportes y contribuciones a la causa independentista, se le concede a Tauca el título de «Villa de Tauca» durante el gobierno de Simón Bolívar.
El 2 de enero de 1857 se creó el distrito de Tauca, siendo Presidente del Perú el Mariscal Ramón Castilla.
En 1861 se funda la Provincia de Pallasca estableciéndose su capital la Ciudad de Corongo.
En 1889, por Decreto Supremo del General don Remigio Morales Bermúdez, Tauca es considerada “Dos Veces Villa”. El presidente Eduardo López de Romaña, propone que sea Tauca la capital de la Provincia de Pallasca. Esta propuesta presidencial no fue muy bien recibida en los sectores gubernamentales y políticos y por ende y, en consecuencia, es elegida como la nueva capital de la Provincia la Ciudad de Cabana (30 de octubre de 1901).
El 1 de octubre de 1941, por el Decreto Ley 9395, la Parroquia de Santo Domingo de Guzmán de Tauca es declarada «Monumento Histórico y Artístico Nacional»; durante el primer mandato presidencial del doctor Manuel Prado y Ugarteche. 
- En 1960 el arquitecto Fernando Belaunde llegó a Tauca, quien fue impresionado por su iglesia colonial que ha sobrevivido varios sismos, el de 1946 y el de 1970 al respecto hay un artículo del ilustre visitante sobre este histórico y monumental templo, muestra del arte barroco en los roquedales de los Andes.[2]
- Por Resolución Legislativa 303 - 87 del 26 de junio de 1987, el Pueblo de Tauca es declarado «Ambiente Urbano Monumental», durante el primer mandato presidencial del doctor Alan García Pérez.

## Geografía
Está situado en la zona sureste de la provincia, a 3.366 metros sobre el nivel del mar.  Su topografía es accidentada, con laderas, y pequeñas planicies, lo que originan las cuestas y las bajadas en sus calles. Su área territorial es de 209,12 kilómetros cuadrados. Según datos estadísticos, la población del Distrito de Tauca es de 3 500 residentes.

## Caseríos del distrito de Tauca
- Centro poblado Hualalay.- Está ubicado al Norte de Tauca, a nueve kilómetros de distancia. Tiene 230 familias aproximadamente. Posee un clima excelente. El Caserío Hualalay, cuenta con terrenos fecundos propicios para la fruticultura y de toda clase de productos que comercia con otros caseríos y pueblos. Anteriormente, fue el principal productor de manzanas de la provincia Pallasca, actualmente esa fruta ha dejado de ser atractiva para los campesinos desde 1990. Actualmente, la palta, es el producto estrella, lo cual ya empezaron a vender a mercados de la costa. El Caserío Hualalay celebra su Festividad Patronal en Homenaje a Santa Rosa de Lima del 1° al 7 de septiembre de cada año.
- Caserío de Sahuachuco.- Está ubicado al sur de Tauca, a cuatro kilómetros de distancia; está poblado y conformado por unas cincuenta familias aproximadamente. Actualmente está anexada a la Hacienda de Huayllapuco. El Caserío de Sahuachuco celebra su Festividad Patronal en Homenaje a San Martín de Porres, en el mes de noviembre de todos los años. Además en Lima los sahuachuquinos cuentan con la Hermandad San Martín de Sahuachuco, como su institución oficial y representativa.
- Caserío de Alaypampa.- Está ubicado al noreste de Tauca, según datos cronológicos e históricos; el Caserío de Alaypampa fue el lugar donde se estableció el primer noble español de apellido Agreda, que le correspondió, la zona de Huamayara. El Caserío de Alaypampa actualmente cuenta con servicios de agua potable y teléfono, entre otros. Está poblado y conformado por unas treinta familias aproximadamente, es un pueblo muy entusiasta. Celebran la Festividad Patronal en honor a la Virgen Inmaculada Concepción, que se celebra el 8 de diciembre, cuenta con una hermosa capilla construida y edificada con las contribuciones voluntarias y desinteresadas de nobles tauquinos.
- Caserío de Matibamba.- Está situado en la zona baja de Tauca, a nueve kilómetros de distancia; su clima normalmente es cálido, actualmente cuenta con servicios de agua potable y de teléfono. A unos cuantos kilómetros se encuentra las Ruinas de Aconguir, que por sus vestigios arquitectónicos, se compara y asemeja notable, verídica y trascendentemente con el «Palacio Señorial de la Galgada».
- Caserío de Labanda.- Está situado al sureste de Tauca, las fuentes, vestigios y restos arqueológicas e históricas, nos demuestran clara, perfecta y notablemente la existencia de las ruinas de los «Chuquiques» (Iglesiabamba), otrora fortaleza de guerra, lo cual demuestra que fue una importante y sobresaliente cultura del pasado histórico. Muy cerca de ahí se puede apreciar y valorar los restos arquitectónicos de «Pillcos» (Pozo Viejo), los cuales dieron notable y merecido renombre a la zona de Pillcos. El Caserío de Labanda cuenta con 30 familias, sus pobladores son muy entusiastas y muy laboriosos, han unido su carretera hacia Llapo, a los cuales une lazos de hermandad y de pasado cultural e histórico. El Caserío de Labanda celebra su Festividad Patronal en Homenaje a San Martín de Porres, en el mes de noviembre de todos los años.
- Caserío de San Juan.- Está situado al norte de Tauca, cabe destacar y mencionar las labores, trabajos y los esfuerzos en los acciones de urbanización de la zona de Rumbamba. A un poco de distancia se puede apreciar y valorar notablemente el Castillo de los Cushys, eminente y altiva edificación; que en tiempos pasados e inmemorables correspondió y perteneció a unos grandes y poderosos curacas. El Caserío de San Juan celebra su Festividad Patronal en Homenaje a San Juan Bautista, el 24 de junio.
- Caserío de Quichua: Situado en la zona baja del distrito muy cercana al caserío de Matibamba, cuenta con un clima cálido especial para el cultivo de manzanas. Este poblado fue formada a raíz del apogeo de la producción de manzanas hace algunas décadas, muestra de ello encontramos haciendas en estado de abandono en la zona. En los últimos años ha tenido un crecimiento y organización importante, sus pobladores son campesinos dedicados al cultivo de alfalfa y la producción de lácteos.

- Caserío de La Galgada: Caserío más lejano del distrito de Tauca, sin embargo en este lugar se ubica el Complejo Arqueológico la Galgada, su población esta pegada a las actividades mineras. Limita con el Departamento de la Libertad con quienes realizan sus intercambios comerciales pues su población tiene un vínculo especial con los pobladores de la localidad de Calipuy, localidad anexada geográficamente a Tauca pero políticamente fue anexada a la Provincia de Santiago de Chuco.

## Autoridades

### Municipales
- 2019 - 2024
  - Alcalde: Homero Lozano Romero, del Movimiento Independiente Regional Río Santa Caudaloso.
  - Regidores:

  1. Edgardo Heli Cerna Ágreda (Movimiento Independiente Regional Río Santa Caudaloso)
  2. Erasmo León Miguel (Movimiento Independiente Regional Río Santa Caudaloso)
  3. Juan Carlos Aranda López (Movimiento Independiente Regional Río Santa Caudaloso)
  4. Nilda Aydee Ágreda Astupiña (Movimiento Independiente Regional Río Santa Caudaloso)
  5. Alejandro Florencio Cuba Aparicio (Siempre Unidos)

Alcaldes anteriores
- 2013-2014:[3] Juan Carlos Alejos López, del Partido Perú Posible (PP).
- 2007-2010: Juan Carlos Alejos López.

## Arqueología
Las anotaciones que se indican a continuación, están basadas a las fuentes arqueológicas existentes:``
- Los Chuquiques (Labanda).- Conocido también con el nombre de Iglesiabamba, situado a orillas del «Río Aguas Blancas», consiste en un castillo arquitectónico, con murallas de defensa, se observan también escalinatas, que parecen indicar la existencia de almacenes subterráneos, pero debido a causas climatológicas y a excavaciones por saqueadores y huaqueros, ha perdido su estructura original.
- Los Cushys (Parga).- Está conformado y constituido por un castillo piramidal; parece que se comunicaban por escaleras internas; las ruinas están encerradas en un peñasco rocoso, seguramente como estrategia en caso de ataques. Al costado derecho, se encuentran las ruinas de una gran población oculta entre las espinas y los matorrales.
- Los Tillacayes (Cumbre del Cerro de Tillacay).- Sus construcciones fueron de piedra y de barro, a base de graderías y de escalinatas, lo que es algo extraño ya que en este lugar hay carencia de agua, por lo que es de suponer que almacenaban el agua durante el tiempo de invierno. Además contaba con alcantarillados.
- Los Huayos.- Su existencia se remonta a más de dos mil años atrás, se destacan por las construcciones de castillos de grandes alturas, con comunicaciones subterráneas. Es de suponer que dichas edificaciones y fortificaciones fueron murallas de defensa, las cuales poder reconocer y apreciar en las zonas de Huayo y la Montaña de Shiraguram (actualmente están dedicados a la agricultura).
- La Galgada (Los Tirichugos).- Se encuentra situada al margen derecho del Río Tablachaca, jurisdicción del Distrito de Tauca, por los vestigios encontrados en dicha zona nos muestran una relevante y admirable arquitectura; los conjuntos de edificaciones se remontan a antigüedad de más de tres mil años antes de Cristo. Las construcciones fueron hechas a base de piedra y de barro, están conformadas por un trono central a varios niveles articulados y ambientes circundantes unidos por escaleras, se puede afirmar categóricamente que se trataba pues del palacio de un gran señor. Existen también vestigios en donde practicaban los cultos religiosos, aparecen tumbas en forma de nichos y otros ambientes más.
- Cultura Pashas (Distrito de Cabana).- Los estudios realizados permiten mostrar y revelar, notables arquitecturas monumentales y ceremoniales, áreas de viviendas, extraordinarias esculturas en piedra de fino metal, altamente técnica y de reveladora naturalidad creativa, que indica ser una sociedad alteña, que dispone de gran tecnología regional autónoma; fuerza estilística, creativa e innovadora.
- Los Acongur (Altura de Camball frente a Matibamba).- Cuenta con una arquitectura señorial y extraordinaria, y se asemeja en gran manera, diseño y proporción a los Galgada; y, por eso, podemos afirmar notable y verídicamente que dichas pobladores entraron por el Río Camball.

## Agrupaciones culturales yayllusestablecidos en el distrito de Tauca
A continuación mencionamos, las agrupaciones culturales de los cuales existen vestigios, situados en la jurisdicción del Distrito de Tauca:
- Shiracbamba (San Jerónimo)
- Shiracshuana (Falda del Cerro de Caquia Norte)
- Conshyams (Falda del Cerro de Caquia Este)
- Huangapallas (Buenos Aires)
- Kaquias (Corona de Caquia)
- Huansasmacas (Pie de Carumaca)
- Tapugones (Hahua)
- Colobycos (Altura de Cahuac)
- Collgapampas (Aserrachín)
- Pillcos (Pozo Viejo).